# Логозинський Микола Євгенович
Микола Євгенович Логозинський (1921, село Петровеньки, тепер Слов'яносербського району Луганської області — ?) — український радянський діяч, новатор сільськогосподарського виробництва, бригадир радгоспу «Калинове» Слов'яносербського району Луганської області. Депутат Верховної Ради УРСР 7-го скликання.

## Біографія
Народився у селянській родині. Трудову діяльність розпочав у 1935 році в радгоспі «Петровеньки» Слов'яносербського району вагарем, згодом очолив городню бригаду.
У 1938—1940 роках — слюсар-автоматник вагонного депо Сентянівка Донецької залізниці.
З 1940 по 1946 рік — у Червоній армії, учасник німецько-радянської війни.
З 1946 року — бригадир городньої бригади радгоспу «Калинове» Слов'яносербського району Луганської області. Бригада Логозинського збирала високі врожаї овочів, знижувала їх собівартість.

## Нагороди
- орден Трудового Червоного Прапора
- ордени
- медалі